# Гори, Дайсукэ
Дайсукэ Гори (яп. 郷里 大輔 Го:ри Дайсукэ, 8 февраля 1952—17 января 2010) — сэйю, рассказчик и актёр из Кото. Имел сценическое имя Ёсиро Нагахори (яп. 長堀 芳夫 Ёсиро Нагахори). Его наиболее известные работы: Король Йемма и Мистер Сатана из «Dragon Ball», Дозул Заби из «Gundam», Гэнма из «Ninja Scroll», Маска Робина из «Kinnikuman», Хироми Ямадзаки из «Mobile Police Patlabor», Хэйхати Мисима из «Tekken» и Мастер Осколка из «Soulcalibur».

## Смерть
По словам его коллег сэйю, Гори был поставлен сахарный диабет, что также вызвало отслоение сетчатки. Он жаловался своим коллегам: «Я не могу читать сценарии. Я не могу делать свою работу, так как я хочу.» (台本が読めない. 思うように仕事ができない, Daihon ga yomenai. Omou yōni shigoto ga dekinai). Во время работы над «Anpanman» в 2009 году, Гори сказал своему близкому другу сэйю Кадзухико Иноуэ: «Я постарел».
17 января 2010 года, примерно в 3:00, Гори был найден мёртвым, лежащим на животе с разрезанным запястьем, из которого капала кровь. Его тело было обнаружено на улице Накано в Японии случайным прохожим, который сообщил об этом в полицию. Власти обнаружили нож под его телом, а также предсмертную записку со словами «Мне жаль» (ごめんね, Gomen ne) и «Спасибо» (ありがとう, Arigatō), обращёнными к его семье. Смерть Гори была классифицирована как самоубийство. До своего следующего, 58-го дня рождения Гори оставалось три недели. Его текущие роли были заменены другими актёрами.

## Озвученные роли

### ТВ
1973
- Cutey Honey (Рассказчик)

1979
- Mobile Suit Gundam (Дозул Заби)
- Moero Arthur (Парцифаль)

1980
- Ashita no Joe 2 (Кити Тинпира)
- Moeru Arthur: Hakuba no Ōji (Подчинённый)
- Nils no Fushigi na Tabi (Гусь #B)
- Astro Boy (Робот-наблюдатель (эпизод 34), Робот-рабочик (Эпизод 39))
- Otasukeman (Ученик)

1981
- Braiger (Командир Гарикона)
- Dash Kappei (Усияма)
- Ogon Senshi Gold Lightan (Саёкка)
- GoShogun (Кернагул)

1982
- Baxingar (Иго Моккосу)
- Gyakuten! Ippatsuman (Койдзо Хигэно, Якан)
- Minami no Niji no Lucy (Геракл, Макс)
- Sasuga no Sarutobi (Исполнитель #B)
- Tokimeki Tonight (Крепемонджер, Прихвостень)

1983
- Genesis Climber Mospeada (Глава взвода)
- Kinnikuman (Маска Робина, прочие персонажи)

1984
- Hokuto no Ken (Второстепенные персонажи)
- Super Dimension Cavalry Southern Cross (Клауд Леон)

1985
- Blue Comet SPT Layzner (Майор Какусу Дани)
- Mobile Suit Zeta Gundam (Баск Ом)
- Shōjō no Sarah (Джеймс)

1986
- Dragon Ball (Умигаме, Гью-Мао, Друм, Яотюн, Гора и т. д.)
- Ginga: Nagareboshi Gin (Мосс)
- Kō Q Chōji Ikkiman (Самсон)
- Saint Seiya (Геракл Алгети)

1988
- City Hunter 2 (Второстепенные персонажи)
- Sakigake!! Otokojuku (Хэйхати Эдадзима, Рассказчик)
- Topo Gigio (Мегаро)
- Transformers: Super-God Masterforce (Зубоскал)

1989
- Dragon Ball Z (Умигаме, Гью-Мао, Король Энма, Мистер Сатана, прочие персонажи)
- Dragon Warrior: Legend of the Hero Abel (Додонга)
- Jungle Book: Shounen Mowgli (Хатхи)
- Urotsukidoji (Тёдзин, Великий старейшина, отец Ники)
- Mobile Police Patlabor (Хироми Ямадзаки)
- Peter Pan no Bōken (Билл)
- Transformers: Victory (Горью, Динобот)

1991
- The Brave Fighter of Sun Fighbird (Дрэйаз)

1992
- Crayon Shin-chan (Шеф, Дондон)
- Bikkuriman (Супер Дьявол)

1995
- Slayers

1996
- Dragon Ball GT (Умигаме, Мистер Сатана, Кинг Энма, Шэнрон, чёрный дымовой дракон)
- GeGeGe no Kitarou (Сю но Бон, Каминари, Юнью Мити, Ёкосима Мииру)
- Kaitō Saint Tail (Курода)
- Detective Conan (Дзюсан Тонояма)
- Urotsukidoji IV: Inferno Road (Демон Зверь)

1997
- Chuuka Ichiban (владелец рамена)

1998
- Cowboy Bebop (Толстый Райвер)
- Trugun (Дэкаруто)

1999
- Alexander Senki  (Антигон)
- GTO (Кантоку Хакутаку)
- Master Keaton (Дэйв)
- Angel Links (Эксиад Лиго)

2000
- Hidamari no Ki (Сэисаи Таки)